# Virtuellt möte
Virtuellt möte eller distansmöte är ett möte (sammanträde) som hålls utan att deltagarna samlas i samma fysiska utrymme. Sådana möten kan till exempel hållas som videokonferenser, telefonkonferenser eller webbmöten.
Ordet virtuell, som är motsatsen till fysisk, markerar att de olika teknikerna möjliggör möten där man inte behöver träffas fysiskt. Andra benämningar på denna form av möten är digitala möten eller resfria möten.
Denna form av möten på distans påverkar resmönster, framförallt genom att ersätta tjänsteresor. Mötesformen har fått en allt större betydelse då projekt i allt större utsträckning sker med parter på många orter, genom globaliseringen också i olika länder och världsdelar.  
Det ökade resandet kan ha negativa effekter på hälsa, trivsel och miljö, vilka delvis kan undvikas genom resfria möten. Resfria möten är ofta också billigare.
Hur lämpligt det är att mötas virtuellt beror bland annat på vilken typ av verksamhet man bedriver, vad som diskuteras under mötena, och hur ofta man behöver träffas. Avgörande är även hur väl man lyckas införa resfria möten som ett naturligt mötesalternativ i en organisation. 
Väl fungerade resfria möten ger även positiva effekter på organisationens lönsamhet och på personalens trivsel. Detta gör dem intressanta ur ett hållbarhetsperspektiv.